# All for You Tour
The All for You Tour foi a quarta turnê da cantora americana Janet Jackson, em apoio ao seu sétimo álbum de estúdio All for You (2001). O show foi projetado por Mark Fisher e Jackson. Foi originalmente programado para começar em Vancouver, Canadá, mas devido a problemas no transporte de equipamentos técnicos na fronteira Canadá-Estados Unidos, o primeiro show aconteceu em Portland, Óregon. A turnê percorreu a América do Norte durante o verão e terminou com um show final em Honolulu, Havaí, que foi transmitido pela HBO.
Datas internacionais na Europa foram planejadas, no entanto, essas datas foram forçadas a serem canceladas após os ataques de 11 de setembro. De acordo com a Pollstar, a turnê arrecadou mais de 48 milhões em 68 shows na América do Norte entre 2001 e 2002.
A turnê é notável por sua coreografia, teatralidade e natureza otimista. Acredita-se que seu momento mais infame seja a versão altamente controversa de "Would You Mind", onde Jackson selecionou um membro do público e o amarrou em uma maca enquanto o acariciava. O show se tornou uma das turnês de maior bilheteria de 2001 e viu Jackson realizando muitos de seus maiores sucessos. O show recebeu feedback positivo de fãs e críticos.

## Adiamentos e cancelamentos
O show de estreia em Vancouver no GM Place foi adiado porque uma peça integrante do cenário não chegou a tempo para os ensaios e a apresentação de estreia planejada. De acordo com um comunicado divulgado pela Orca Bay e SFX Concerts, o problema de envio foi atribuído aos feriados do Dia do Canadá e do Dia da Independência. A cantora estava ensaiando em Vancouver por cerca de uma semana em preparação para a turnê, que começou oficialmente em Portland, Oregon, em 7 de julho de 2001. O show de Edmonton também foi cancelado por causa dos problemas de entrega do palco. No mesmo mês, um show em Milwaukee foi remarcado quando Jackson teve um dente lascado durante os ensaios para o show e teve que passar por um tratamento de canal. No início de agosto de 2001, Jackson pegou uma gripe, o que forçou o adiamento de shows em Cleveland, Indianápolis e Pittsburgh. Um show no Madison Square Garden de Nova York, que estava marcado para 21 de agosto de 2001, foi transferido para o dia anterior devido a conflitos de agenda com os playoffs da WNBA. Ela também remarcou dois shows na Filadélfia e em Charlotte no final de agosto de 2001, devido a um problema respiratório recorrente. A cantora cancelou um show planejado em Birmingham.
Jackson estava programada para realizar um show em Tampa, Flórida, em 11 de setembro de 2001. No entanto, o show daquela noite foi adiado e remarcado após os ataques que aconteceram naquele dia. Os dois shows seguintes em Fort Lauderdale também foram remarcados devido ao ataque. A turnê foi retomada em 16 de setembro em New Orleans, Louisiana. Em 1º de outubro de 2001, toda a parte europeia foi cancelada, citando preocupações com a viagem de sua comitiva após os ataques de 11 de setembro. Jackson disse em um comunicado: "Meus fãs europeus estão entre os mais leais e estou muito animada para compartilhar este show com eles. Sofri com esta decisão. Como a maioria das pessoas, os eventos de 11 de setembro me perturbaram enormemente e continuo preocupada com o futuro próximo. Se alguma coisa acontecesse com alguém nesta turnê, eu nunca poderia me perdoar". A cantora deveria tocar 24 datas em toda a Europa, começando em 31 de outubro de 2001 em Estocolmo e terminando em 17 de dezembro em Birmingham, Inglaterra. Além disso, a apresentação planejada de Jackson no MTV Europe Music Awards 2001, em 8 de novembro de 2001, em Frankfurt, Alemanha, também foi cancelada, com um porta-voz afirmando: "Ela não virá para a Europa [este ano]". Jackson considerou um retorno à Europa em 2002, embora isso não tenha acontecido.